# Кеннеди, Рон
Рон Кеннеди (англ. Ron Kennedy, 7 мая 1953, Норт-Батлфорд, Саскачеван, Канада — 9 июля 2009, Клагенфурт, Австрия) — канадский хоккеист и тренер.

## Биография
В качестве хоккеиста выступал на позиции правого нападающего в североамериканских и в европейских клубах. Завершал свою карьеру в Швейцарии, где Кеннеди являлся играющим тренером в «Ветциконе» и в «Уцвилле». В качестве тренера Кеннеди долгое время работал в чемпионатах немецкой и в австрийской хоккейных лигах. В последней канадский специалист несколько раз побеждал с «Филлахом». Один сезон отработал помощником главного тренера в клубе НХЛ «Нью-Йорк Айлендерс».
Пять лет Рон Кеннеди руководил сборной Австрии. За это время она дважды приняла участие в Олимпийских играх в Нагано (1998 год, 14-е место) и Солт-Лейк-Сити (2002 год, 12-е место). Также он возглавлял сборную Канады и ассистировал Марку Хабшайду на Кубке Германии.
В 2008 года наставник возглавлял «Инсбрук». Покинул свою должность по состоянию здоровья: у Кеннеди обнаружили опухоль головного мозга. 9 июля 2009 года скончался после тяжелой болезни на 56-м году жизни в Клагенфурте.

## Достижения
- Серебряный призер Континентального кубка (1): 1997/98.
- Чемпион Австрийской хоккейной лиги (3): 1992/93, 1998/99, 2001/02.
- Вице-чемпион Немецкой хоккейной лиги (1): 1997/98.